# Sulcus sinus sagittalis superioris

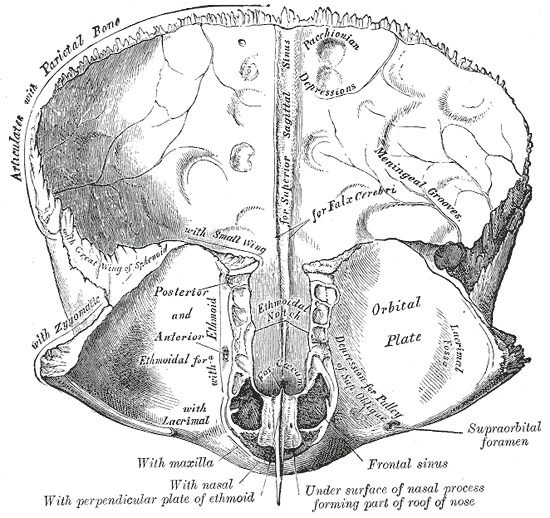
A homlokcsont (középen látható a sulcus sinus sagittalis superioris)

A sulcus sinus sagittalis superioris egy barázda a squama frontalison mely a homlokcsont (os frontalis) része. A homlokcsont belső felszínén található ez a hatalmas vertikális árok. A sinus sagittalis superior található benne és tapadást biztosít a falx cerebrinek.